# اندرو پیتر مکنزی
اندرو پیتر مکنزی (انگلیسی: Andrew Peter Mackenzie؛ زادهٔ ۷ مارس ۱۹۶۴) فیزیک‌دان بریتانیایی و استاد فیزیک ماده چگال است. او در زمینهٔ ابررسانایی، مایع فرمی و ساختار الکترونی مواد فعالیت دارد.
مکنزی تاکنون بیش از ۱۰۰ مقالهٔ علمی در مجلات معتبر بین‌المللی منتشر کرده‌است. وی همچنین از سال ۲۰۲۰ میلادی، یکی از سردبیران بررسی سالانهٔ فیزیک ماده چگال است.

## تحصیلات
مکنزی در مدرسهٔ گرامر هاجسون در گلاسگو تحصیل کرده‌ است. او در دانشگاه ادینبورگ تحصیلاتش را ادامه داده و در سال ۱۹۸۶ میلادی در همین دانشگاه به درجهٔ کارشناسی علوم دست پیدا کرده است. وی برای ادامهٔ تحصیل به دانشگاه کمبریج رفت و در سال ۱۹۹۱ میلادی با تحقیقاتی در زمینهٔ نقش استوکیومتری در ابررسانایی در دمای بالا با درجهٔ دکترا، فارغ‌التحصیل شد.

## تحقیقات و شغل
مکنزی یک مقام پیشرو در جهان در زمینه سیستم‌های همبسته قوی است و شهرت او به خاطر آزمایش‌های وی در این زمینه است. مشارکت او در زمینه فیزیک ماده چگال از رشد بلورهای با درجهٔ خلوص بالاتر مواد تا توسعهٔ تکنیک‌هایی برای انجام انتقال با وضوح بسیار بالا و اندازه‌گیری‌های ترمودینامیکی در دماهای بسیار پایین؛ بسیار جامع و کامل بوده‌ است. فعالیت‌های وی منجر به کشف چندین حالت کوانتومی جدید چند جسمی شده‌ است. اقدامات او شامل یک آنالوگ ابررسانای ابر سیال He۳ در یک کلاس جدید از حالات بحرانی کوانتومی و اولین نمونه از حالت کریستالی مایع بوده که از الکترون‌های همبستهٔ قوی تشکیل شده‌است. او همچنین در توسعه طیف‌سنجی‌های حساس به سطح (به‌عنوان کاوشگرهایی با دقت بالا در آیندهٔ سیستم‌های همبسته و به‌عنوان بخشی از تلاش طولانی‌مدت برای استفاده از آنها در نَسل جدیدی از الکترونیک کوانتومی) نقش مؤثری داشته است.